# Hololena oola
Hololena oola är en spindelart som beskrevs av Chamberlin och Ivie 1942. Hololena oola ingår i släktet Hololena och familjen trattspindlar. Inga underarter finns listade i Catalogue of Life.